# 아일랜드 스톰
아일랜드 스톰(Island Storm)는 프린스에드워드아일랜드주 샬럿타운을 연고지로 하는 NBL 캐나다 애틀릭 디비전 소속 프로 농구 팀이다.

## 역대 홈경기장
| 서머사이드 스톰/아일랜드 스톰           |               |                                     |      |
| 경기장                                  | 사용기간      | 장소                                | 비고 |
| 컨솔리데이티드 크레디트 유니온 플레이스 | 2011년~2013년 | 프린스에드워드아일랜드주 서머사이드 | 빈칸 |
| 이스트링크 센터                         | 2013년~현재   | 프린스에드워드아일랜드주 샬럿타운   | 빈칸 |

## 참조
1. ↑  시즌의 뒷 해로 표기. 2006-2007 시즌의 경우 2007로 표기.